# Festival Internacional de Cine de Marrakech
El Festival Internacional de Cine de Marrakech (en árabe: المهرجان الدولي للفيلم بمراكش‎), abreviado FIFM, fundado en 2000 es la principal manifestación cinematográfica en Marruecos, y sitio habitual de rodaje de producciones internacionales. El festival se celebra de forma anual en noviembre y diciembre.
El jurado del festival lo componen cineastas, actores, personalidades, así como escritores, que galardonan con las estrellas de oro a los mejores largometrajes y cortometrajes en concurso tanto nacionales como extranjeros. El festival es presidido por el príncipe Moulay Rachid.

## Galardones

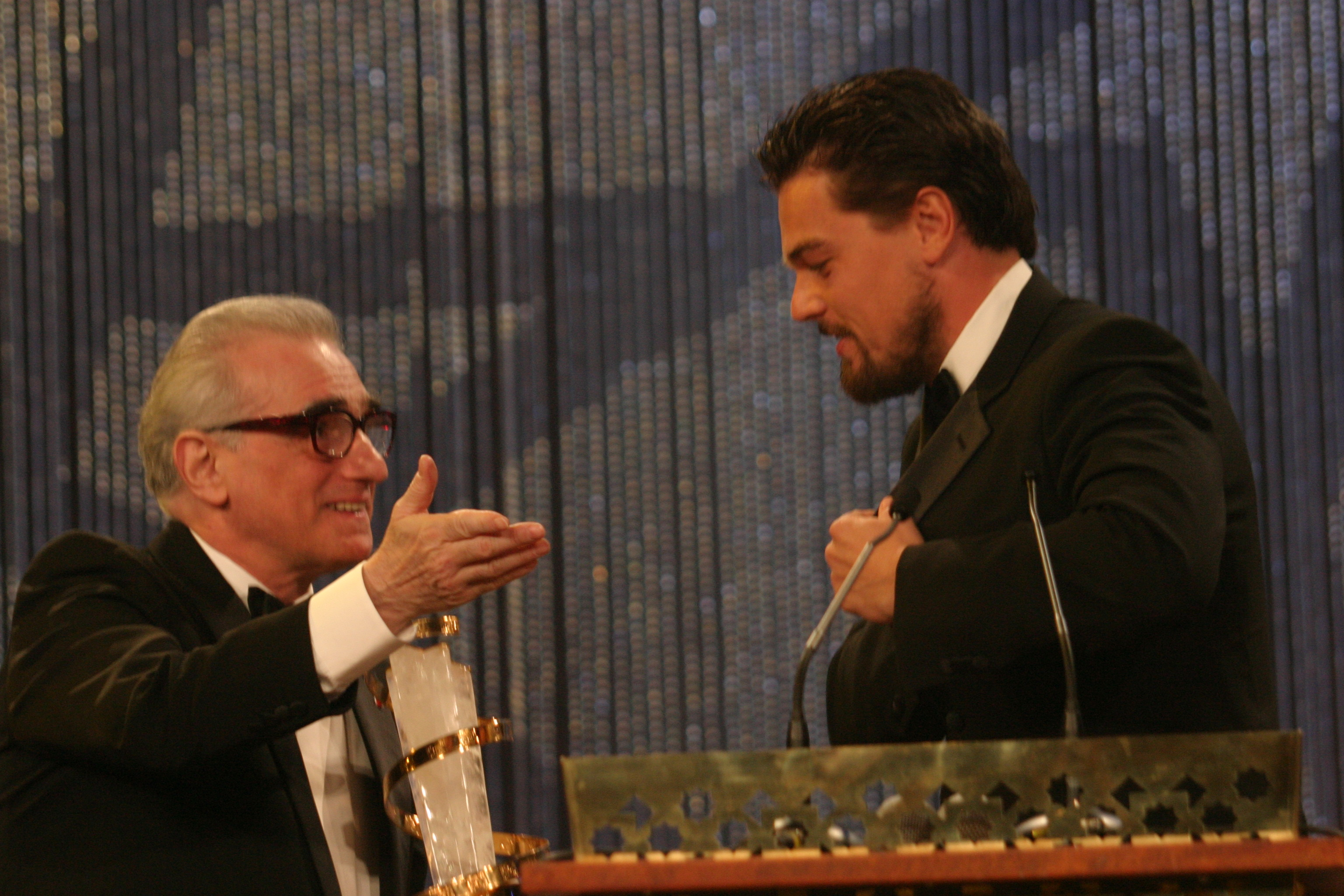
Martin Scorsese y Leonardo DiCaprio en el Festival Internacional de Cine de Marrakech de 2007

Durante su ceremonia de clausura se entregan los siguientes galardones:
- Estrella de oro
- Premio del jurado
- Premio a la mejor interpretación femenina
- Premio a la mejor interpretación masculina
- Premio al mejor cortometraje marroquí (CINECOLES)